# Custódio Cabeça
Custódio Maria de Almeida Cabeça (Vendas Novas, 4 de agosto de 1886 — São João do Estoril (Cascais), 6 de setembro de 1936) foi um médico e professor universitário, que se distinguiu como higienista e oncologista. Foi também um pioneiro da ginástica em Portugal.